# ヴァリアブル・ジオ
『ヴァリアブル・ジオ』 (Variable Geo) は、戯画が製作・発売した18禁対戦型格闘ゲーム及びその一連のシリーズ、またこれを原作としたOVAなどの諸作品である。略称は『ヴァリジオ』『V.G.』『VG』など。

## 概要
PC-9800シリーズ向けの作品としては珍しい対戦型格闘ゲームである。戯画の母体となった テイジイエル は本作を出す前に『ソードダンサー』という対戦型格闘ゲームとRPGを融合した作品を出しており、対戦型格闘ゲームに関して一定のノウハウがあった。
また、アドベンチャーゲームが主なアダルトゲームでは珍しかったアクションゲーム、しかも発売当時流行していた対戦型格闘ゲームのリリースということもあり、ユーザーには驚きを持って受け止められた。当時アダルトゲームで対戦型格闘ゲームは本シリーズ以外に『クイーン・オブ・デュエリスト』シリーズ（アグミックス）や『人形使い』（フォレスト）ぐらいしかなかった。
最初の作品が発売されて以後家庭用ゲーム機に移植され、さらにOVAにもなり、またアドベンチャーゲームとしてもリリースされるなど多様な展開を見せている。
アニメーターの木村貴宏が人気を得るきっかけともなった作品である。以後本シリーズでは『ADVANCED V.G.2』まで、戯画作品としては本作同様PCエンジンへと移植された『スチームハーツ』や『ハーレムブレイド 〜The Greatest of All Time.〜』などのキャラクターデザインとビジュアルシーン原画を手がけている。なお、本作第1作目のビジュアルシーン原画は、当時所属していたアニメアールの先輩・吉田徹と佐々木一浩との共同作業によるもの。後のOVA化の際にも監督に起用された吉田と組んで、キャラクターデザインと作画監督を手がけている。
PC版のヒット後、PCエンジンSUPER CD-ROM²用ソフトとして18禁要素を薄くする一方ストーリー性を強めた『ADVANCED V.G.』がリリースされた。各キャラクターの声はアーツビジョン所属で、当時新人だった野上ゆかな（ゆかな）や手塚ちはる、椎名へきるの他、渡辺久美子や白鳥由里、荒木香恵らが演じた。
シナリオは松崎健一が担当。松崎の起用には、パソコンゲーム情報誌パソコンパラダイスの編集を手がけていた編集プロダクション・ピーズサイテックが大きく絡んでいる。PC版の発売前後にパソコンパラダイスで巻頭記事として扱い、後にはムックを企画するなどして本作第1作目を高く評価した関係から戯画の信頼を勝ち得た同社はPCエンジンへの移植に関して相談を持ちかけられた際、別の書籍企画（一般向けのカーアンソロジーコミック）で繋がりのあった松崎を紹介した。ゲームファンでもあった松崎も、この仕事を二つ返事で引き受けている。なお、戯画の発行した同作のコミックアンソロジー『V.G. MAX』や『V.G. 姫神』の編集も、ピーズサイテックが編集元請となっている。実際の編集は、『V.G. MAX』を当時ピーズサイテックに出入りしていたフリーランスの漫画専門編集者が、『V.G. 姫神』をパソコンパラダイスの巻末コミックの編集を担当していたアップルパイが担当。

## シリーズ作品
| 1993 | V.G. -ヴァリアブル・ジオ-            |
| 1994 | ADVANCED V.G.                        |
| 1994 | V.G.II -姫神舞闘譚-                  |
| 1995 | スーパーヴァリアブル・ジオ           |
| 1996 | ADVANCED V.G.（プレイステーション）  |
| 1997 | ADVANCED V.G.（セガサターン）        |
| 1998 | ADVANCED V.G.2                       |
| 1999 | V.G.CUSTOM                           |
| 1999 | V.G.MAX                              |
| 2000 | V.G.Adventure                        |
| 2001 | V.G.Re-birth                         |
| 2002 | V.G.Re-birth'[DASH]                  |
| 2003 | SuperLite1500シリーズADVANCED V.G.   |
| 2003 | SuperLite1500シリーズADVANCED V.G.2  |
| 2003 | V.G.NEO                              |
| 2004 |                                      |
| 2005 |                                      |
| 2006 |                                      |
| 2007 |                                      |
| 2008 |                                      |
| 2009 | ADVANCED V.G.（ゲームアーカイブス）  |
| 2010 |                                      |
| 2011 |                                      |
| 2012 |                                      |
| 2013 |                                      |
| 2014 |                                      |
| 2015 |                                      |
| 2016 |                                      |
| 2017 | ADVANCED V.G.2（ゲームアーカイブス） |

- 1993年7月　PC-9800シリーズ（18禁格闘）　『V.G. -ヴァリアブル・ジオ-』
- 1994年7月　PCエンジン（格闘）　『ADVANCED V.G.』　※開発・発売：TGL・戯画
- 1994年11月　PC-9800シリーズ（18禁格闘）　『V.G.II -姫神舞闘譚-』
- 1995年7月　スーパーファミコン（格闘）　『スーパーヴァリアブル・ジオ』　※開発・発売：TGL
- 1996年4月　プレイステーション（格闘）　『ADVANCED V.G.』　※開発・発売：TGL・戯画
- 1997年3月　セガサターン（格闘）　『ADVANCED V.G.』　※開発・発売：TGL・戯画
- 1998年9月　プレイステーション（格闘）　『ADVANCED V.G.2』　※開発・発売：TGL・戯画
- 1999年2月　Windows　『V.G.CUSTOM』
- 1999年9月　Windows　『V.G.MAX』
- 2000年3月　Windows　『V.G.Adventure』
- 2001年9月　Windows　『V.G.Re-birth』
- 2002年3月　Windows　『V.G.Re-birth'[DASH]』
- 2003年2月　プレイステーション（格闘）　『SuperLite1500シリーズADVANCED V.G.』　※発売：サクセス
- 2003年2月　プレイステーション（格闘）　『SuperLite1500シリーズADVANCED V.G.2』　※発売：サクセス
- 2003年12月　Windows（18禁アドベンチャー）　『V.G.NEO』
- 2009年3月25日　ゲームアーカイブス（格闘）　『ADVANCED V.G.』
- 2017年5月2日　ゲームアーカイブス（格闘）　『ADVANCED V.G.2』
- 2025年5月29日 Nintendo Switchほか　『スチーム・ハーツ ＆ アドヴァンスト ヴァリアブル・ジオ サターントリビュート』 - セガサターン版『ADVANCED V.G.』の移植版。※発売：シティコネクション[1]

## 初期作品のあらすじ
「ヴァリアブル・ジオ」とは、最強のウェイトレスを決めるべく、超多国籍企業・謝華グループの主催で年に1度行われる格闘技大会である。賞金総額は10億円。選手の所属企業には、伝説の一等地が与えられる。不況の煽りを受け、業績不振に苦しむ外食産業にとっては願ってもない賞品であった。
各企業に謝華グループから送られてきた1通のFAXから始まったこの大会に不参加を表明する企業は無く、いつしか年に1度の恒例となっていたが、開催から3度を数えるも未だ参加企業からの優勝者はなく、謝華グループの総帥であるレイミ・謝華がその栄誉を守ったままであった。
そして、第4回大会が開かれることとなる。

## 登場人物
声優は、PC版 / PS版 / SS版 / OVA版。所属店舗の後の括弧内は、その店舗の元ネタとなった飲食店。

3サイズが書いてあるキャラの資料は、『ヴァリアブル・ジオ 〜最強美少女伝説〜』（株式会社メディアックス、1994年）及び『V.G.SERIES設定原画集』（発行元不明、「戯画」の表記があるだけ）による。

### 主な登場人物

#### V.G.
武内 優香（たけうち ゆか）
声：岩城由奈 / Ruru / 野上ゆかな / 三石琴乃 / 楠鈴音
シリーズの主人公格。所属店舗はハンナミラーズ（アンナミラーズ）。17歳。
フルコンタクト空手4段の腕前があり、戦うときにグローブを着用する。向上心からV.G.に参戦した格闘少女で、「気」を操って放つ技が得意（他のキャラの多くも使えるが）。髪型はポニーテールで、一人称は「ボク」の活発な性格。ストーリーモードではプレイヤーキャラ。曽祖父からは大会に潜む裏の陰謀の調査を命じられており、自身の隠された出生の秘密を知ることとなる。
小説版ではサブキャラクターとして登場し、一巻では半ば引き立て役として扱われている。ミランダの生み出したサイボーグであるカルハイン・オズボーンには攻撃がまったく効かず、ブラを抜き取られたあと、技に合わせて両胸の乳首を弄られるという返し業を受けてしまった。その後、ミランダとの一騎討ちに完全敗北し街中で辱めを受け、恥ずかしい格好で一晩中放置されてしまう。最終巻では主役を務め、ラストバトルではミランダに挑むもまたしても乳首を弄られて敗北。
『V.G. Re-birth ダッシュ 』では見事V.G.大会で2度目の優勝を手にした事でハン・ミラには輝かしい一等地と優香には多額の優勝賞金が与えられ一躍有名人になる。しかし、優香の事を狙うV.G.実行委員会の策略で急遽用意されたV.G.エキシビジョン・マッチでは、日頃の鍛錬不足が祟り敗北してしまう。そしてペナルティとして彼氏の目前で辱めを受ける。
『V.G.NEO』では新V.G.の暗部を探るため顔と素性を隠し、「ミスティ」（Ms.T=Miss.Takeuchi）
という名で参加する。
トーナメントでは１回戦を突破し、準決勝でアンナと対戦。格闘術ではアンナに圧倒されるも｢気｣の勝負では優勢で経験の差から試合を優位に進めるも止めを刺しきれない甘さをつかれたアンナの反撃をくらいダウンしてしまう。周りからはアンナの攻撃を無効とする声が出たが観戦していた優から｢今のは間違いなくあなたの負けだ｣と宣告されてしまう。
増田 千穂（ますだ ちほ）
声：中村友美 / 椎名へきる（『ADVANCED V.G.2』ではSS版の浅田葉子に変わっている） / 浅田葉子 / 岩男潤子
所属店舗は CASO (CASA) 。16歳。柳生忍者の末裔で、幼少の頃に体得した体術に「骨法」を加えた特殊な技を持っている。自分の頑固かつ無愛想な性格に悩んでおり、PC98版では一族から抜けて生きていくための資金を得るべく大会に出場したという設定である。ストーリーモードおよびOVA版では、謝華グループの陰謀を調べるために組織が送り込んだくノ一として登場。
楠 真奈美（くすのき まなみ）
声：MIKAKO / 荒木香恵 / 大谷育江
所属店舗は不士屋（不二家レストラン）。15歳。格闘スタイルは自作の「猫グローブ」を装備して戦う、子供の喧嘩じみたもの。143cmという低身長に加え、コスプレアイドル的存在で精神年齢も幼く、小学生と間違われることもある。
久保田 潤（くぼた じゅん）
声：藤井舞 / 手塚ちはる / 折笠愛
所属店舗はスカラーク（すかいらーく）。18歳。レスリングのオリンピック代表候補だったが辞退した。組み技が中心であり、より強い対手を求めてV.G.選手に。自分の苗字を技名に付けている。一人称は「俺」。高校卒業後即座に単身渡米、米国国立F大学に在籍している。
小説版の一巻では主役を務め、彼女に師事した男性との昔話や、今の彼の恋バナなどがメインとなっている。
梁瀬 かおり（やなせ かおり）
声：相田葵 / 白鳥由里 / 今井由香
所属店舗はモーヒー館（珈琲館）。18歳。対戦相手のデータを分析してコンピューターシミュレーションを行う頭脳派なメガネ少女。3歳の頃より韓国武術テコンドーを使い込み、天才的な格闘センスを持っている。異性には内気な性格。前回大会でレイミに敗れており、雪辱に燃える。
尚、『ADVANCED V.G.2』のかおりには相手に一切隙を与えず一方的に攻撃できる所謂「ハメ技」が存在し、理不尽な強さを誇る。
レイミ・謝華（レイミ じゃはな）
声：潮田聖子 / 渡辺久美子 / 山口由里子
謝花グループの現総帥にしてV.G.無敗の王者。19歳。プライドが高い反面、戦いにおいては正々堂々としている。幼少より元A国特殊部隊教官の母親に「マーシャルアーツ」を仕込まれ、J国人の父親に「気」を教わった。大会の主催者でもありストーリーモードやOVA版における大会の裏の陰謀は、自身の関与しないところで進んでいる。
「V.G. Re-birth」では、レイミの弱みを探っていた主人公(プレイヤー)に貴賓席で敗北したヒロインたちのペナルティの様子を見ながら自慰行為を楽しむ姿を盗撮される。後日、その写真と映像をネタに脅迫され、主人公が指定した廃工場に呼び出される。写真と映像の消去と主人公の身の安全の保障を条件に一晩だけの性奴隷として主人公に凌辱される。

#### アドヴァンスト ヴァリアブル・ジオ  ADVANCED V.G.
八島 聡美（やじま さとみ）
声：永瀬江美弥 / 横山智佐 / 長沢美樹 / 宮村優子
所属店舗はびっくりモンキー（びっくりドンキー）。16歳。優香とは同門（都立T学園）2年生で、親友にしてライバル。両親とは死別しており、弟と二人暮しの極貧生活から抜け出すべく、V.G.に参戦。OVA版では準主役であり、謝華の陰謀で毒を盛られて苦しむ弟の治療費のため、半ば強引に出場させられる。結城綾子との試合では楽しむ戦いをする綾子に対して怒りを見せるも予想外の攻撃に苦戦。マッハスピンをまともにくらい服をほとんど破かれて窮地に陥るも弟や優香のことを思い出して覚醒。自身の炎で綾子を焼きつくした。
結城 綾子（ゆうき あやこ）
声：天野由梨 / 根谷美智子
所属店舗は SoTO（和食さと）。19歳。マイペースな性格と尻まで届くワンレングスが特徴のダンサー。風を操る。京都出身だけあって、常に京言葉で話す。自分のディスコを経営するという夢を叶えるため、V.G.に参戦。ボディコンファッションと羽根扇子から成る艶かしい容姿には、所属ファミレスではなく、制作当時のジュリアナ東京ブームが反映されている。アニメでは聡美と対戦。胸を揉んだり服を破くなどして翻弄するも覚醒した聡美の炎で焼かれてしまい黒焦げになり再起不能となる。
エリナ・G（エリナ ゴールドスミス）
声：桜坂かい / 松下美由紀 / 永島由子
所属店舗は TheRival (The Royal) 。身長160cm。21歳。３サイズ92・57・88。金髪のアメリカ人だが、生粋の大阪府育ちの大阪人。通称「えりりん」。外見へのコンプレックスと周囲の偏見から少女時代は荒んでいたが、現在ではすっかり落ち着き、社交的で面倒見の良い性格のバニーガールとして働いている。優勝賞金を用い、海外在住の自身の祖父母を大阪に呼んで一緒に暮らしたいと思っている。
喧嘩殺法が得意な為か『ADVANCED V.G.』では技を出す度ガラの悪い声を上げるが、『ADVANCED V.G.2』では無くなった。『V.G.II』では潤に惚れている。
『V.G. Re-birth』では、運営スタッフ達からの凌辱を拒んで抵抗した為、特別に快楽堕ちを宣言するまて延々と凌辱され、その様子を撮影される。また、大会の進行を妨害したペナルティとして請求された多額の違約金を返済するためにV.G.実行委員会が運営する風俗店の専属バニーガールとして一年間働く事になる。
曾根崎 啓一（そねざき けいいち）
声：飛田展男
『ADVANCED V.G.』にのみ登場。「K1（けいいち）」と呼ばれる少年。ストーリーモードでレイミ謝華を倒すと登場するラスボスの一人。対戦モードでのみ使用可能。シリーズを通してプレイヤーキャラクターの中では唯一の男である。
曾根崎 恵（そねざき けい）
声：まるたまり
『ADVANCED V.G.』にのみ登場。「K2（ケーツー）」と呼ばれる少女。啓一の妹。ストーリーモードでのラスボスの一人。対戦モードでのみ使用可能。

#### V.G.II
この3人は、『ADVANCED V.G.』以降のシリーズでは存在していなかったことにされている。ただし、綿貫弓子だけは『V.G.MAX』で一選手として復帰。
神無月 輝美（かんなづき てるみ）
声：宮本綾子
幼少から見ていた功夫映画に憧れて使い手となった少女。その格闘スタイルから、「ジャッキー姉ちゃん」との愛称を付けられている。
綿貫 弓子（わたぬき ゆみこ）
声：A.I
所属店舗は多宝酒家。『V.G.II』の準ラスボス。元は中国人で福建省出身だが、香港で働いていたところを琴荏に引き抜かれ、日本国籍になる。八卦掌の使い手で、準ラスボスらしく琴荏に次ぐ強さを誇る。
嘉島 琴荏（かしま ことえ）
声：MIKAKO
アメリカの超巨大企業「カシマジオテック」の総帥で、『V.G.II』のラスボス。レイミとは幼馴染かつライバルで、彼女と同じくマーシャルアーツを使いこなす。また、レイミ以上に我侭な性格をしている。
一定以上の難易度でクリアするか、特定のコマンドを入力すると使用可能となる（CPU戦・対戦モード双方で使用可能）。

#### ADVANCED V.G.2
御剣 珠緒（みつるぎ たまお）
声：椎名奏子 / 西村ちなみ
所属店舗はシルバーパロット（ブロンズパロット）。『ADVANCED V.G.2』の主人公。優香に憧れてV.G.選手となり、優香とは闘スタイル・技が似ている。V.G.本戦では並みいる強敵達を次々と倒し旋風を巻き起こす。準決勝では憧れの優香と対戦し、逆転勝ちする。本作と『V.G.Re-birth』では性格が全く違う。また、『V.G.NEO』では存在していなかったことにされている。
霧島 恭子（きりしま きょうこ）
声：有園司 / まるたまり
所属店舗は峠道（馬車道）。霧島流柔術の継承者。千穂の一族とは親戚関係にあり、元修行仲間だが仲は悪い。柔術が得意なだけあり相手の攻撃を返し逆にダメージを与える「返し技」に長けている。
新条 サキ（しんじょう サキ）
声：真柴摩利
謝華グループによってV.G.に招待されたが、プロフィールなどは全て謎。対戦相手は完膚なきまでに叩きのめさないと気が済まないため、対戦者はことごとく再起不能にされる。
マテリアル
声：小谷朋子
ミランダによって創られたハイブリッツ（格闘用試験体）であり、前作に登場した曾根崎恵のクローン。マテリアルと名付けられているが、ミランダの求めるマテリアルではなく、Kシリーズのマテリアルである。
謝華・ミランダ（じゃはな ミランダ）
声：神宮司弥生 / 小林優子 / 田中敦子
前作ストーリーモードに登場したレイミの母にして謝華グループの裏の部分（軍需産業、生体工学）を取り仕切る、事実上のトップ。ストーリーモードの最後のボス。また、OVA版では既に他界しており一部の幹部や研究者らがある方法で蘇らせようとしていた。女性だけの世界を築き永遠の若さを保つため、別の肉体に精神を移植して生き続けようとしている。自身の肉体たる強い肉体の素体「マテリアル」を求め、その候補たる『武内優香』を敢えて組織から逃がし、そのクローン体を実験材料として使用している。現在は娘である『レイミ』をマテリアルとして使用しているが、目論見通り強靭な肉体を手に入れ自身の前に現れた『優香』を新たな『マテリアル』としようと優香に襲い掛かるが返り討ちとなった。精神を自在に移し替えるため、死亡はしていない。
小説版では一貫して黒幕として登場しており、一巻ではサイボーグ戦士カルハイン・オズボーンを先兵に優香とかおりを戦闘中に辱めた後、優香との一騎討ちに勝利。全裸に剥いた二人をM字開脚の格好に縛り上げて衆目に晒すという恥辱を与えた。その後、永遠の若さのため久保田潤の持つ「アースシェイカー」の秘密を手にするべく彼女の恋人を拉致する。しかし、オズボーンは久保田バスターによって重傷を与えられ、恋人のタックルによって戦闘不能となり、自身も潤との戦いに敗れた。3巻では再び優香と対峙。劣性になるも優香の乳首を弄くることで形勢逆転。再び恥辱を与えらる。

#### V.G.Re-birth
桜木 ひより（さくらぎ ひより)
声：関和美
所属店舗は香出屋（神戸屋レストラン）。臆病で動きも遅いが、聡美を凌ぐ力を秘めている。極度の方向音痴で、試合の場所がわからなくてVIP席に来た。V.G.では1回戦で聡美と対戦し勝利をおさめた。
羽田野 恵子（はたの けいこ）
所属店舗はブルーシール。ブルーシールは戯画の別作品『Ripple 〜ブルーシールへようこそっ〜』に登場する店舗。V.G.のエキシビジョンマッチにて優香と対戦し、終始圧倒。最後は自信の気功弾で優香の気を跳ね返し勝利する。

#### V.G.NEO
飛鳥 優（あすか ゆう）
声：三重野亜未
所属店舗は MY home。
店に突然押し付けられた負債を返済するためにV.G.へ出場する。師が頻繁に替わる不思議な道場で格闘技を学んでいた。
岡本 歩美（おかもと あゆみ）
声：みる
所属店舗は駅馬車（馬車道）。
格闘技は素人同然だが、驚異的な身体能力と、見様見真似で技をすぐに覚えてしまう動体視力と洞察力を持つ。V.G.ではダイアンを圧倒し、優にも実質勝利するなど作中最強の実力を秘めている。
三角 沙奈理（みすみ さなり）
声：吉川華生
所属店舗は香出屋（神戸屋レストラン）。
かつて空手の大会で優に負けた経験があり、それ以来優をライバル視している。優への雪辱を果たすために彼女もまたV.G.に身を投じる。
ダイアン・ライアン
声：朝霞紫
所属店舗は Rock'n Cafe（ハードロックカフェ）。
暴力団に嫌がらせを受けていたRock'n Cafe西最戸店に立ち寄り、用心棒としてそのまま居着いてしまった女性。素性には謎が多い。
相楽 桂（さがら けい）
声：秋月まい
所属店舗はプチ・バニーニ（ツチ・バヌーチ）。
無感情な少女。合気道のような戦い方をするが、重量物を持ち上げたりするなど明らかに合気道では説明できない、単純な怪力とも異なる謎の力を用いる。
玉 真珠（ゆい ちんじゅう）
声：中瀬ひな
所属店舗はメイドリーム（メイド喫茶）。
中国人留学生。故郷の家族への仕送りと部屋に居候している拳法の兄弟子たちの生活費のためにいつも困窮しており、一攫千金を求めてV.G.に参加する。
アンナ・フェアゴールド
声：Yuki-Lin
所属店舗はプロパガンダ（ブロンズパロット）。
優に対して非常に強い敵意をぶつけてくる謎の少女。

### その他
北条院 雅子（ほうじょういん まさこ）
『V.G.MAX』の隠しキャラクター。ドレスの中に武器を隠し持っている。
飛鳥 雅貴（あすか まさき）
声：舌純
『V.G.NEO』に登場。優の兄で、妹を溺愛している。個人経営のファミレスMy homeの店主。武内優香の恋人。
虎柴 輝沙良（とらしば きさら）
声：岡未々
『V.G.NEO』に登場。歩美の先輩で、駅馬車のフロアチーフ。
佐伯 円奈（さえき まどな）
声：春乃ももよ
『V.G.NEO』に登場。Rock'n cafeの看板娘。
美紀（みき）
声：花園朱実
『V.G.NEO』に登場。歩美の唯一の友人。
三谷 郁子（みたに いくこ）
声：日向みちる
『V.G.NEO』に登場。歩美の同僚だが、彼女のことを嫌っている。
坂本 月夜（さかもと つきよ）
声：日向みちる
『V.G.NEO』に登場。真珠の友人。
ケリー・ギャレット
声：岡未々
『V.G.NEO』に登場。ギャレット教授の娘。
三島 由梨絵（みしま ゆりえ）
声：花園朱実
『V.G.NEO』に登場。ギャレット教授の秘書。

## 主題歌
『V.G.Adventure』
「Fu-kin Hi-kin Everyday」
　作詞・作曲：milktub / 編曲：吉原かつみ / 歌：伊藤瞳子、伊藤硝子
『V.G.Re-birth』
「ramble on」
　作詞：濱田秀明 / 作曲：UnisonSoundTeam / 編曲：CAT'S / 歌：クリスティーナ
『V.G.NEO』
「We survive」
作詞：KOTOKO / 作曲・編曲：C.G mix / 歌：KOTOKO
『ADVANCED V.G.2』
「endless life」
　作詞：奥井雅美 / 作曲：奥井雅美、矢吹俊郎 / 編曲：矢吹俊郎 / 歌：奥井雅美

## リマスター
2025年5月29日にはシティコネクションから『スチーム・ハーツ ＆ アドヴァンスト ヴァリアブル・ジオ サターントリビュート』が発売される予定である。
セガサターン版『ADVANCED V.G.』は元々日本国外から移植版の問い合わせが多かったが、シリーズの権利元であるエンターグラムは移植の許諾を出してこなかった。シティコネクションならびに同社ディレクターの山本悠作らの呼びかけにより、「サターントリビュート」の一環として移植されるに至った。原画などのイラスト類は紙で残っていたものの、ゲームのデータ等は不十分な状態だった。
また、セガサターン版『ADVANCED V.G.』では設計思想の都合上、後世の格闘ゲームに多い「1ボタンで必殺技を出す」という仕様がなかったものの、「サターントリビュート」版では、内部でコマンド入力を自動化する形で実装された。このため、超必殺技の発動条件を満たさない状態で入力すると、他の技が出る仕組みとなっている。加えて、ゲーム実況の際に視聴者のコメント欄を用意することが多いことから、ゲーム画面をずらす機能が用意されたほか、そこから発展してコマンド表を表示させる機能も追加された。なお、性的描写についてはプラットフォーマーと相談の上で修正が行われた。

## 評価
PS版『ADVANCED V.G.』は電撃PlayStationDPSソフトレビューでは60、75、75、90の320点。レビュアーはシリーズ中一番な出来だがPSに多くある格闘ゲームの中では平均か少し良い程度でキャラクターゲームとして好みでなければ勧めない、元が古いゲームでかなりシンプルなシステムだがOPデモから始まって全体的に演出が古臭くも感じる、バランスはとれているとはいえず爽快感も今一つ、ロード時間は及第点だがデモはスキップ不可、技が増えて結構遊べるようにはなったが格闘ゲームというより一人用ゲームで格闘ゲーファンには勧めない、技の出るタイミングや間合いを覚えて本格的にやりたい人には楽しめるかもしれない、この手のゲームにしてはアニメシーンが多く有名声優陣を揃えて楽しい雰囲気だが肝心な部分に問題ありでPCE版が綺麗になった程度でPC版と同じ印象でありもっとバージョンアップが必要だとした。

## OVA

### ヴァリアブル・ジオ
『ヴァリアブル・ジオ』。ケイエスエスから発売されたOVAシリーズ。全3巻。
同作では、武内優香が失踪した聡美を探す為に、最強のウェイトレスを決める格闘大会で「V.G」に参加する物語である。

#### キャスト
- 武内優香：三石琴乃
- 八島聡美：宮村優子
- 久保田潤：折笠愛
- 梁瀬かおり：今井由香
- 増田千穂：岩男潤子
- 楠真奈美：大谷育江
- レイミ謝華：山口由里子
- ダミアン：江原正士
- ミランダ謝華：田中敦子
- 結城綾子：根谷美智子

#### スタッフ
- 原作：テイジイエル「ヴァリオアブル・ジオ」
- 企画：本橋孝夫、高野潤也
- 脚本：黒田洋介
- キャラクターデザイン：木村貴宏
- 美術監督：中座洋次
- 撮影監督：安津畑隆
- 編集：小島俊彦
- 音響監督：三間雅文
- 音楽：山本はるきち
- 音楽プロデューサー：原田宗一郎
- 音楽制作担当：横山光則
- 音響プロデューサー：飯塚康一
- 音響担当：塚田政宏
- 総合プロデューサー：浅賀孝郎
- プロデューサー：蝦名雅人、榎本歩光
- シリーズプロデューサー：吉田徹
- テクニカルアドバイザー：坂田純一
- アニメーション制作：カオスプロジェクト
- 製作：ケイエスエス

#### OVA主題歌
オープニングテーマ「風になりたい」
作詞：佐藤ありす / 作曲：TSUKASA / 編曲：山本はるきち / 歌：中嶋えりな
冒頭は女神像を映して江原正士のナレーションで始まり、黒地にV.Gのタイトルロゴという流れで始まる。優香らゲームの登場人物のほか、シルエットでOVAオリジナルキャラクターのダミアンも登場。歌詞は友人のそばに風のように寄り添い、一緒に同じ夢を追い続けたいという思いを歌ったもので優香と聡美が同門で共に空手着を着て腕を合わせている映像と合わせ、失踪した里美への優香の思いを表現したものとなっている。ラストは冒頭で登場した女神の顔と優香の顔がオーバーラップする演出で終わる。

#### サブタイトル
- 第1話『強くなる気持ち』 - 30分、1997年1月29日発売
- 第2話『錯綜する女神達』 - 30分、1997年3月14日発売
- 第3話『女神たちの挽歌』 - 30分、1997年6月27日発売
- 総集編『ヴァリアブル・ジオ全集』 - 85分、2001年7月27日発売

### V.G.NEO（アダルトアニメ版）
『V.G.NEO THE ANIMATION』。ミルキーより発売されたアダルトアニメ。全3巻。BEST版として「V.G. NEO THE BEST」も発売されている。

#### ストーリー（アダルトアニメ版）
ヴァリアブル・ジオと呼ばれた戦いから数年後、謎の巨大豪華客船「バージンゴッドネス号」で世界最強のウェイトレスを決める格闘大会の開催が開催された。敗者には過酷なペナルティが待っている、V.G.の裏に隠された謎とは。

#### キャスト（アダルトアニメ版）
- 飛鳥優：三重野亜未
- アンナ・フェアゴールド：Yuki-Lin
- 飛鳥雅貴：舌純
- 三角沙奈理：吉川華生
- ダイアン・ライアン：朝霧崇
- 岡本歩美：みる
- 玉真珠：中瀬ひな
- 三島由梨絵：花園朱実
- 教授：谷俊介
- 司会：八雲光司
- 滝川亮太郎：秋田邦彦
- ミスティー：楠鈴音

#### スタッフ（アダルトアニメ版）
- 原作：戯画
- プロデューサー：八神和彦、渡来猛人、永居慎平
- 脚本：服部理子
- 演出：南海弥、神原敏昭
- 絵コンテ：桝井剛
- キャラクター原案：さかづきほまれ
- キャラクターデザイン：雨宮まこと
- 作画監督：野崎竜一、焔萌子、草薙京介、雨宮まこと
- 色彩設定：竹野邪和、宮本敏行、坂口有香
- 美術監督：岩瀬栄治、東厚治
- 撮影：ヴィオラ、ビッグバン、デジタルギア
- 編集：和田光弘、小峰博美、MIYA
- 音響監督：FUJIMOTO
- 制作進行：劉修一
- キャスティング：ひょうたん倶楽部
- アニメーション制作：スタジオラグーン、スタジオジャム
- 企画協力：イメージハウス
- 製作：「V.G.NEO」アニメ製作委員会
- 発売：「V.G.NEO」アニメ製作委員会
- 販売：株式会社GPミュージアムソフト

#### 発売日（アダルトアニメ版）
- VOL.1 （2004年2月25日）
- VOL.2 （2004年6月25日）
- VOL.3 （2005年1月25日）